# Mandevilla kalmiifolia
Mandevilla kalmiifolia là một loài thực vật có hoa trong họ La bố ma. Loài này được (Woodson) J.F.Morales mô tả khoa học đầu tiên năm 1998.